# Мелітополь (Сарикольський район)
Меліто́поль (каз. Мелитополь) — село у складі Сарикольського району Костанайської області Казахстану. Входить до складу Сорочинського сільського округу.
Населення — 16 осіб (2021; 169 у 2009, 204 у 1999, 218 у 1989).